# Grațian Sepi
Grațian Sepi (ur. 30 grudnia 1910 w Vălcani, zm. 6 marca 1977) – rumuński piłkarz występujący na pozycji napastnika, reprezentant Rumunii w latach 1928–1937.

## Kariera klubowa
Grę w piłkę nożną rozpoczął w wieku 14 lat w zespole Banatul Timișoara. W 1925 roku dołączył do drużyny seniorów zespołu Politehnica Timișoara. Po 3 latach gry opuścił Politehnicę i powrócił do Banatulu. W 1929 przebywał w România Cluj, a rok później podpisał kontrakt z ekipą Universitatea Kluż-Napoka. W 1931 roku przebywał w Ripensii, aby powrócił do Universitatei. W zespole tym w 26 spotkaniach strzelił 24 bramki, dzięki czemu otrzymał powołanie na MŚ 1934. 
Po tej imprezie podpisał umowę z klubem ze stolicy, Venusem Bukareszt. W 39 spotkaniach strzelił 27 bramek i przyczynił się wygrania ligi w 1937 roku. W tym samym roku ponownie zasilił szeregi klubu Ripensia Timișoara i już w pierwszym sezonie zdobył mistrzostwo Ligi I. W koszulce tej ekipy wystąpił 16 razy i siedmiokrotnie pokonywał bramkarza rywali. W 1939 roku podpisał trzyletnią umowę z zespołem UM Cugir. Po wygaśnięciu kontraktu w 1942 roku zakończył karierę piłkarską.
| Sezon   | Klub                  | Kraj    | Rozgrywki | Mecze | Bramki |
| ------- | --------------------- | ------- | --------- | ----- | ------ |
| 1925/26 | Politehnica Timișoara | Rumunia |           |       |        |
| 1926/27 | Politehnica Timișoara | Rumunia |           |       |        |
| 1927/28 | Politehnica Timișoara | Rumunia |           |       |        |
| 1928/29 | Banatul Timișoara     | Rumunia |           |       |        |
| 1929/30 | România Cluj          | Rumunia |           |       |        |
| 1930/31 | Universitatea Kluż    | Rumunia |           |       |        |
| 1931    | Ripensia Timișoara    | Rumunia |           |       |        |
| 1931/32 | Universitatea Kluż    | Rumunia |           |       |        |
| 1932/33 | Universitatea Kluż    | Rumunia | Liga I    | 14    | 10     |
| 1933/34 | Universitatea Kluż    | Rumunia | Liga I    | 12    | 14     |
| 1934/35 | Venus Bukareszt       | Rumunia | Liga I    | 12    | 8      |
| 1935/36 | Venus Bukareszt       | Rumunia | Liga I    | 21    | 18     |
| 1936/37 | Venus Bukareszt       | Rumunia | Liga I    | 6     | 1      |
| 1937/38 | Ripensia Timișoara    | Rumunia | Liga I    | 10    | 7      |
| 1938/39 | Ripensia Timișoara    | Rumunia | Liga I    | 6     | 0      |
| 1939/40 | UM Cugir              | Rumunia |           |       |        |
| 1940/41 | UM Cugir              | Rumunia |           |       |        |
| 1941/42 | UM Cugir              | Rumunia |           |       |        |

## Kariera reprezentacyjna
15 kwietnia 1928 zadebiutował w reprezentacji Rumunii w meczu przeciwko Turcji, w którym jego zespół wygrał 4:2, a on sam strzelił w 68. minucie bramkę. W 1934 został powołany przez trenerów Josefa Uridila i Constantina Rădulescu na Mistrzostwa Świata we Włoszech. 
Jego reprezentacja odpadła w pierwszej rundzie z Czechosłowacją 1:2. Po raz ostatni w reprezentacji zagrał 8 lipca 1937 w wygranym 2:0 spotkaniu z Litwą. Łącznie wystąpił w 23 spotkaniach i strzelił 14 bramek.
| Mecze i gole w reprezentacji | Mecze i gole w reprezentacji | Mecze i gole w reprezentacji | Mecze i gole w reprezentacji | Mecze i gole w reprezentacji | Mecze i gole w reprezentacji | Mecze i gole w reprezentacji |
| #                            | Data                         | Miasto                       | Przeciwnik                   | Gol                          | Wynik                        | Rozgrywki                    |
| ---------------------------- | ---------------------------- | ---------------------------- | ---------------------------- | ---------------------------- | ---------------------------- | ---------------------------- |
| 1.                           | 15.04.1928                   | Arad                         | Turcja                       | Gol                          | 4:2                          | towarzyski                   |
| 2.                           | 06.05.1928                   | Belgrad                      | Królestwo SHS                |                              | 1:3                          | towarzyski                   |
| 3.                           | 21.04.1929                   | Bukareszt                    | Bułgaria                     |                              | 3:0                          | towarzyski                   |
| 4.                           | 15.09.1929                   | Sofia                        | Bułgaria                     | Gol                          | 3:2                          | towarzyski                   |
| 5.                           | 06.10.1929                   | Bukareszt                    | Jugosławia                   | Gol                          | 2:1                          | Balkan Cup                   |
| 6.                           | 04.05.1930                   | Belgrad                      | Jugosławia                   |                              | 1:2                          | towarzyski                   |
| 7.                           | 10.05.1931                   | Bukareszt                    | Bułgaria                     | Gol                          | 5:2                          | Balkan Cup                   |
| 8.                           | 28.06.1931                   | Zagrzeb                      | Jugosławia                   |                              | 4:2                          | Balkan Cup                   |
| 9.                           | 23.08.1931                   | Warszawa                     | Polska                       | Gol · Gol                    | 3:2                          | towarzyski                   |
| 10.                          | 26.08.1931                   | Kowno                        | Litwa                        | Gol                          | 4:2                          | towarzyski                   |
| 11.                          | 04.10.1931                   | Bukareszt                    | Węgry                        |                              | 0:4                          | towarzyski                   |
| 12.                          | 29.11.1931                   | Ateny                        | Grecja                       | Gol                          | 4:2                          | Balkan Cup                   |
| 13.                          | 08.05.1932                   | Bukareszt                    | Austria                      |                              | 4:1                          | towarzyski                   |
| 14.                          | 03.07.1932                   | Belgrad                      | Jugosławia                   |                              | 1:3                          | Balkan Cup                   |
| 15.                          | 02.10.1932                   | Bukareszt                    | Polska                       |                              | 0:5                          | towarzyski                   |
| 16.                          | 24.09.1933                   | Bukareszt                    | Węgry                        | Gol · Gol · Gol · Gol        | 5:1                          | towarzyski                   |
| 17.                          | 29.10.1933                   | Berno                        | Szwajcaria                   | Gol                          | 2:2                          | El. MŚ 1934                  |
| 18.                          | 25.03.1934                   | Pardubice                    | Czechosłowacja               |                              | 2:2                          | towarzyski                   |
| 19.                          | 27.05.1934                   | Triest                       | Czechosłowacja               |                              | 1:2                          | MŚ 1934                      |
| 20.                          | 17.06.1935                   | Sofia                        | Jugosławia                   |                              | 0:2                          | Balkan Cup                   |
| 21.                          | 19.06.1935                   | Sofia                        | Bułgaria                     |                              | 0:4                          | Balkan Cup                   |
| 22.                          | 03.11.1935                   | Bukareszt                    | Polska                       | Gol                          | 4:1                          | towarzyski                   |
| 23.                          | 08.07.1935                   | Kowno                        | Litwa                        |                              | 2:0                          | towarzyski                   |

## Sukcesy
Venus Bukareszt
- mistrzostwo Rumunii: 1936/37

Ripensia Timișoara
- mistrzostwo Rumunii: 1937/38